# تبريد عالمي

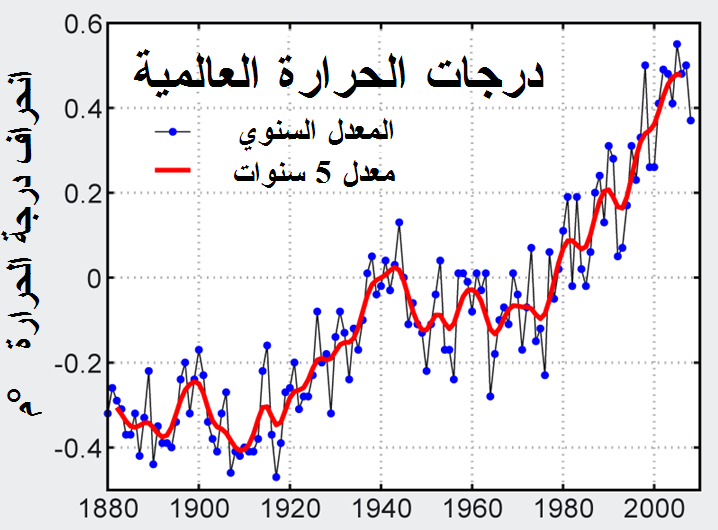
درجة الحرارة السطحية العالمية (1850 - 2006)

التبريد العالمي هو حدسية عن التبريد الوشيك للأرض، انتشرت في فترة السبعينيات خاصةً، الذي بلغ ذروته في فترة التجلد الواسع، الناجم عن آثار التبريد للهباء الجوي والتأثير المداري. تكهنت بعض التقارير الصحفية في السبعينيات باستمرار التبريد؛ لم تعكس هذه التقارير الكتابات العلمية لتلك الفترة بدقة، والتي اهتمت عمومًا بالاحترار الناتج عن تأثير الاحتباس الحراري المعزز.
أشارت سلسلة درجات الحرارة العالمية المتاحة في ذلك الوقت إلى أن درجة الحرارة قد انخفضت لعدة عقود حتى منتصف السبعينيات، ولكن مع توفر بيانات إضافية بمرور الوقت، أظهرت سلسلة درجات الحرارة العالمية زيادات كبيرة على مدى العقود التالية، ما ألغى الحدسية.
متوسط الشذوذات الحرارية في أثناء الفترة 1965 حتى 1975 مقارنةً بمتوسط درجات الحرارة منذ 1937 حتى 1946. لم تكن مجموعة البيانات هذه متاحة في ذلك الوقت.

## مقدمة: الوعي والاهتمام العام
بحلول سبعينيات القرن العشرين، ازداد إدراك العلماء أن تقديرات درجات الحرارة العالمية تظهر تبريدًا منذ عام 1945، بالإضافة إلى احتمال حدوث احترار واسع النطاق بسبب انبعاثات غازات الدفيئة. اتجهت أقل من 10% من الأبحاث العلمية التي درست الاتجاهات المناخية للقرن الحادي والعشرين نحو التبريد المستقبلي، في حين توقعت معظم الأبحاث الاحترار المستقبلي. كان وعي عامة الناس بتأثيرات ثاني أكسيد الكربون على المناخ ضئيلًا، لكن توقعت مجلة ساينس نيوز في مايو 1959 زيادة بنسبة 25% في ثاني أكسيد الكربون في الغلاف الجوي خلال 150 عامًا منذ 1850 حتى 2000، مع اتجاه الاحترار الناتج عنها. بلغت الزيادة الفعلية في هذه الفترة 29%. أشار بول ر. إرليخ إلى الاحتباس الحراري الناتج عن غازات الدفيئة باعتباره قوة معاكسة لتأثير التبريد للهباء الجوي في عام 1968. بحلول الوقت الذي وصلت فيه فكرة التبريد العالمي إلى الصحافة العامة في منتصف السبعينيات، توقفت درجات الحرارة عن الانخفاض، وكان هناك قلق في المجتمع المناخي بشأن تأثيرات الاحتباس الحراري لثاني أكسيد الكربون. أصدرت المنظمة العالمية للأرصاد الجوية، ردًا على مثل هذه التقارير، تحذيرًا في يونيو 1976 من احتمال حدوث «احترار كبير جدًا للمناخ العالمي».
توجد حاليًا بعض المخاوف المتعلقة بتأثيرات التبريد الإقليمية المحتملة الناتجة عن تباطؤ أو توقف الدوران الحراري الملحي، والذي قد ينجم عن زيادة اختلاط المياه العذبة في المالحة في شمال المحيط الأطلسي بسبب ذوبان الجليد. يُعتبر احتمال حدوث هذا منخفضًا جدًا عمومًا، وأشارت الهيئة الحكومية الدولية المعنية بتغير المناخ إلى أنه «حتى في النماذج التي تضعف الدورة الحرارية الملحية، سيظل هناك احترار في أوروبا. ففي جميع تكاملات نماذج الدوران العام في الغلاف الجوي والمحيطات (إيه أو جي سي إم) التي يتزايد فيها التأثير الإشعاعي، تكون الإشارة على تغير درجات الحرارة في شمال غرب أوروبا إيجابية».

## الآليات الفيزيائية
يعاد إنتاج فترة التبريد بواسطة النماذج المناخية العالمية القائمة (في عام 1999) التي تتضمن التأثيرات الفيزيائية لهباء الكبريتات، يوجد الآن اتفاق عام على أن تأثيرات الهباء الجوي كانت السبب الرئيسي للتبريد في منتصف القرن العشرين. في ذلك الوقت، كانت هناك آليتان فيزيائيتان أكثر تقدمًا لإحداث التبريد هما: الهباء الجوي والتأثير المداري.

### الهباء الجوي
يزيد النشاط البشري -غالبًا كمنتج ثانوي لاحتراق الوقود الأحفوري، وجزئيًا عن طريق التغيرات في استخدام الأرض- من عدد الجسيمات الدقيقة (الهباء الجوي) في الغلاف الجوي. والتي تؤثر بشكل مباشر على درجات الحرارة: إذ تزيد الوضاءة (البياض) الكوكبي بفعالية، وبالتالي تبرد الكوكب عن طريق تقليل الإشعاع الشمسي الذي يصل إلى السطح؛ وبشكل غير مباشر: إذ تؤثر على خواص السحب بسبب عملها كنواة تكاثف للسحب. في أوائل السبعينيات، تكهن البعض بأن تأثير التبريد هذا قد يهيمن على تأثير الاحترار في إطلاق ثاني أكسيد الكربون. ولكن لم يعد هذا مرجحًا بسبب عمليات الرصد والتحول إلى حرق وقود أنظف؛ يشير العمل العلمي الحالي إلى أن احتمال الاحترار العالمي أكبر بكثير. رغم أن انخفاض درجات الحرارة المتوقع عن طريق هذه الآلية أهمل الآن في ضوء الاحترار المرصود ونظرية أفضل، يُعتقد أن الهباء الجوي ساهم في اتجاه التبريد (لكن طغت عليه الزيادات في غازات الدفيئة) وساهم أيضًا في «الإعتام العالمي».

### التأثير المداري
يشير التأثير المداري إلى التغيرات الدورية البطيئة في ميل محور الأرض وشكل مدارها. تغير هذه الدورات الكمية الإجمالية لضوء الشمس الواصل إلى الأرض بكمية صغيرة وتؤثر على توقيت وشدة الفصول. يُعتقد أن هذه الآلية مسؤولة عن توقيت دورات العصر الجليدي، تزايد فهم الآلية بسرعة في منتصف السبعينيات.
ثاني أكسيد الكربون ودرجة الحرارة والغبار مقاسة بواسطة بيتيت وآخرون من عينة فوستوك الجليدية في القارة القطبية الجنوبية.

## مستوى المعرفة الحالي
لوحظ أن القلق من استمرار انخفاض درجات الحرارة، بمعدل أسرع غالبًا، غير صحيح، وذلك وفقًا لتقرير التقييم الثالث للجنة الدولية للتغيرات المناخية في 2001. ما زال يجب تعلم المزيد عن المناخ. ولكن، أظهرت السجلات المتزايدة أن مخاوف التبريد على المدى القصير لم تثبت.
بالنسبة لتوقعات نهاية الفترة بين الجليدية الحالية، استمرت آخر أربع فترات بين جليدية نحو 10,000 عام، في حين استمرت الفترة بين الجليدية قبل ذلك نحو 28,000 عام. تشير حسابات ميلانكوفيتش إلى أن الفترة بين الجليدية الحالية قد تستمر عشرات آلاف السنين بشكل طبيعي في غياب الاضطرابات البشرية. افترضت تقديرات أخرى (لوتر وبرغر، القائمة على الحسابات المدارية) أن طول الفترة بين الجليدية غير المضطربة الحالية سيبلغ 50,000 عامًا. ويعتقد برغر (عرض الاتحاد الأوروبي لعلوم الأرض 2005) أن اضطراب ثاني أكسيد الكربون الحالي سيستمر لفترة كافية لقمع الدورة الجليدية التالية تمامًا. يتفق هذا تمامًا مع تنبؤات ديفيد آرتشر وزميله اللذان زعما بأن مستوى ثاني أكسيد الكربون الحالي سيقمع الفترة الجليدية التالية لمدة 500,000 عام، وستكون أطول فترة وشدة متوقعتان للفترة بين الجليدية، وهي أطول فترة تشهد في الـ2,6 مليون سنة الماضية.

## مغالطة العصر الجليدي
تستخدم حجة شائعة لرفض أهمية تغير المناخ الذي يسببه الإنسان تزعم بأن العلماء أظهروا مخاوف بشأن التبريد العالمي الذي لم يتحقق، وبالتالي ليست هناك حاجة للاهتمام بالمخاوف العلمية الحالية بشأن ظاهرة الاحتباس الحراري. زعم فريد سينغر في مقال عام 1998 يروج عريضة أوريغون، بأنه يجب استبعاد مخاوف الخبراء بشأن ظاهرة الاحتباس الحراري على أساس أن ما أسماه «نفس المخاوف الهستيرية» أبديت سابقًا بشأن التبريد العالمي.
سمى بريان والش من مجلة تايم (2013) هذه الحجة «مغالطة العصر الجليدي». لتوضيح الحجة، جرى تداول صورة غلاف مجلة تايم، يُفترض أنه مؤرخ في عام 1977، لعدة سنوات، يظهر بطريقًا فوق عنوان قصة الغلاف «كيف تنجو من العصر الجليدي القادم». في مارس 2013، نشرت ذا ميل أون صنداي مقالًا لديفيد روز، يعرض صورة الغلاف نفسها، لدعم ادعائه بأنه كان هناك الكثير من القلق في السبعينيات بشأن ««عصر جليدي» وشيك» كما هو الحال بشأن ظاهرة الاحتباس الحراري. بعد البحث عن موثوقية صورة غلاف المجلة، في يوليو 2013، أكد والش أن الصورة كانت خدعة، عدلت من صورة قصة الغلاف لعام 2007 لـ«دليل بقاء الاحتباس الحراري».

## وصلات خارجية
- التبريد بدأ وعصر جليدي قادم
- العصر الجليدي القادم..ويناقش آخر عصر جليدي 1645-1715 م
- العصر الجليدي القادم